# Pausa-Mühltroff
Pausa-Mühltroff è una città in Sassonia, in Germania. Appartiene al circondario del Vogtland.

## Storia
La città di Pausa-Mühltroff è stata costituita il 1º gennaio 2013 dall'unione delle città di Mühltroff e Pausa/Vogtl..